# Storia naturale

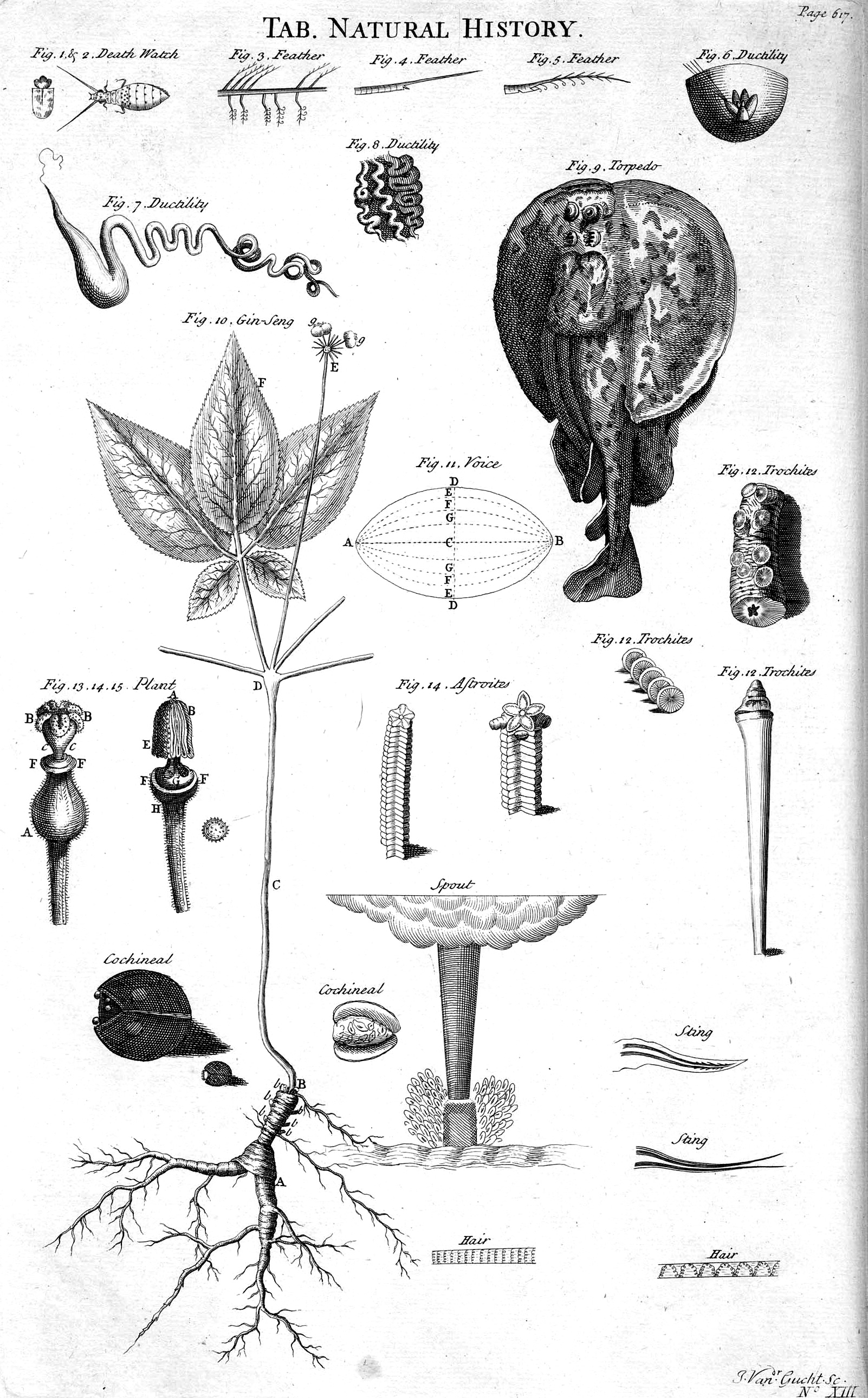
Tavola di storia naturale, 1728

La storia naturale è la ricerca scientifica riguardante gli esseri ed oggetti presenti in natura, come piante, animali e minerali.
Questa disciplina si interessa alla ricerca diretta allo studio ed alla descrizione degli elementi vitali e della struttura sociale delle varie specie, interessando ambiti specifici delle scienze naturali, come la biologia, la botanica, la zoologia, la paleontologia e la geologia.

## Storia
Le origini della storia naturale risalgono ad Aristotele, generalmente ritenuto il primo naturalista, e ad altri filosofi antichi che si dedicarono all'analisi della diversità del mondo naturale.
La storia naturale, intesa come studio e descrizione dei componenti della natura, fu sostanzialmente statica fino al Medioevo, quando l'opera aristotelica fu adottata nella filosofia cristiana, in particolare da Tommaso d'Aquino, formando la base per la teologia naturale.
Nel Rinascimento gli studiosi, in particolar modo umanisti, tornarono all'osservazione diretta di piante ed animali, e molti iniziarono ad accumulare grandi collezioni di esemplari esotici e mostri insoliti. Il rapido aumento del numero di organismi noti richiese molti tentativi di classificazione ed organizzazione delle nuove specie in gruppi tassonomici, fino ad arrivare al sistema di Linneo.
Nel 1561 Ulisse Aldrovandi promuove, presso l'Università di Bologna, una nuova cattedra dedicata alla storia naturale.
Nel XVIII e XIX secolo, il termine storia naturale è stato spesso utilizzato per riferirsi a tutti gli aspetti descrittivi, mentre lo studio analitico della natura era affidato alla filosofia naturale.
Con la nascita in Europa delle diverse branche delle Scienze Biologiche (fisiologia, botanica, zoologia, paleontologia…) la “storia naturale” vera e propria, che in precedenza era stato il soggetto principale della scienza insegnata dal collegio dei docenti, è stata sempre più relegata da parte degli scienziati specializzati ad un mondo "dilettante", piuttosto che una parte della scienza vera e propria. In particolare in Gran Bretagna e negli Stati Uniti, questa disciplina è cresciuta come hobby, come nello studio di uccelli, farfalle e fiori.
Collezionisti dilettanti e specialisti di storia naturale hanno svolto un ruolo importante nella costruzione di grandi collezioni di storia naturale, come nel caso del Museo Nazionale di Storia Naturale dello Smithsonian Institution.

## Musei di storia naturale
Il termine "storia naturale" costituisce la parte descrittiva di nomi di istituzioni, come il Museo di storia naturale a Londra, l'Humboldt Museum für Naturkunde a Berlino, lo Smithsonian's National Museum of Natural History di Washington ed il American Museum of Natural History di New York, che pubblica anche una rivista chiamata Natural History.
I musei di storia naturale, che a volte si svilupparono dalle camere delle curiosità, hanno svolto un ruolo importante nella nascita di professionisti in discipline biologiche e programmi di ricerca. In particolare nel XIX secolo, gli scienziati hanno cominciato ad utilizzare le loro collezioni di storia naturale come strumenti didattici per le lezioni e come base per gli studi morfologici.